# Испанцы в Чили

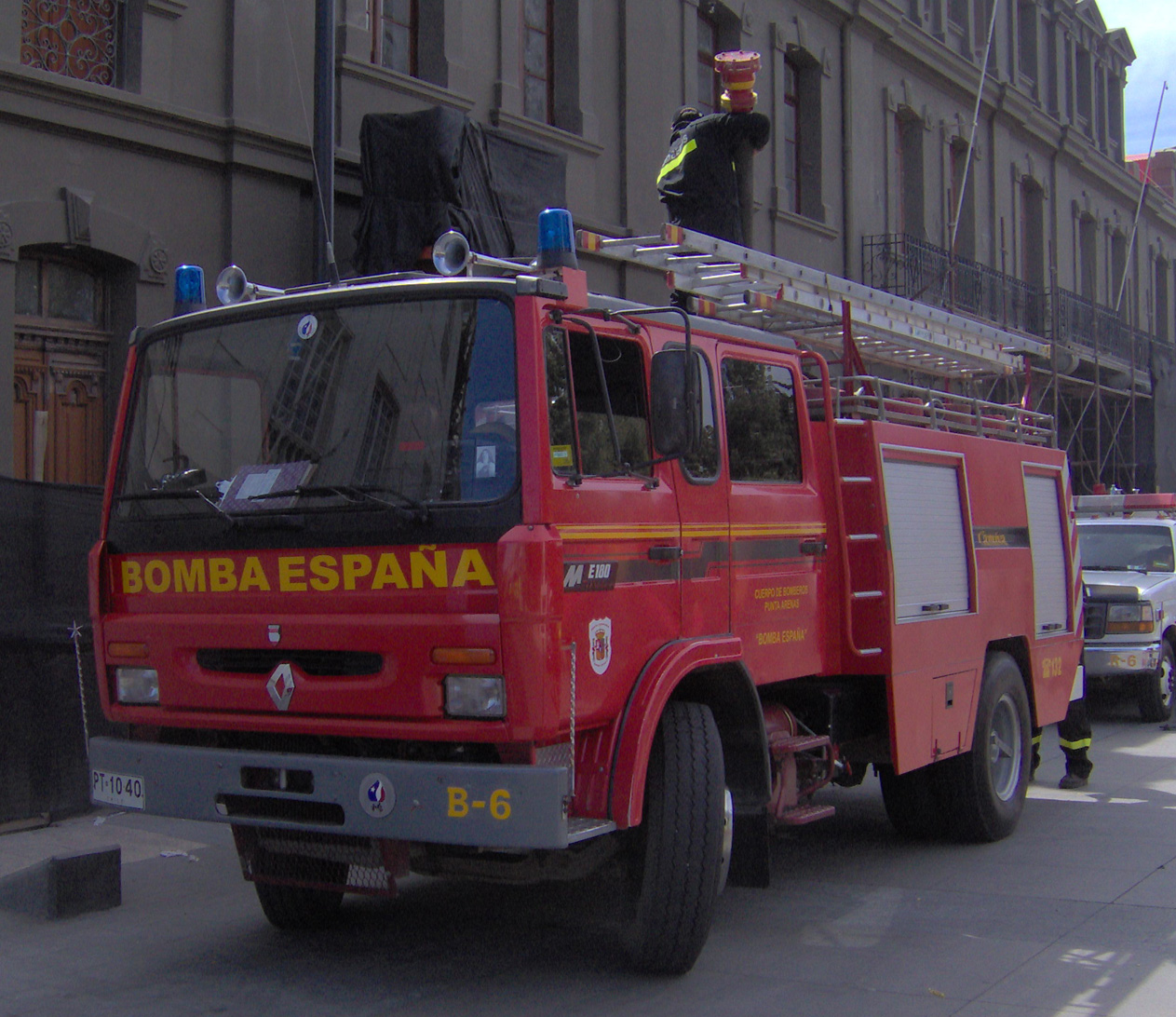
Шестая пожарная часть Bomba España, Пунта-Аренас.

Большая часть населения Чили происходит от испанцев, которые эмигрировали в качестве поселенцев (в основном баски, кастильцы, галисийцы и эстремадурцы) между XVII и XVIII веками, в колониальную эпоху, когда Чили была частью Испанской империи.
Хотя иммиграция других европейцев изменила во многих аспектах латиноамериканскую основу чилийского общества, чилийский фольклор, тем не менее, демонстрирует несомненное испанское происхождение, особенно андалузское и баскское. Все, что связано с культурой уаса, относительно легко можно проследить в Андалусии. Испанский язык и католическая религия как определяющие элементы, а также сельская архитектура, фермы, асьенды и бесчисленное количество традиций, сохранившихся в сельской местности, являются наследием тех испанских поселенцев, которые эмигрировали в Чили в другие времена.
Впоследствии в XIX и XX веках были новые волны испанской иммиграции. Отдельного упоминания заслуживает массовый приток беженцев в результате Гражданской войны в Испании. Чилийцы испанского происхождения, которые культурно идентифицируют себя с Испанией, - это те, чьи предки прибыли после обретения независимости, например, во время Гражданской войны в Испании.
Хотя подавляющее большинство чилийцев, белых и метисов, в основном имеют испанское происхождение, они не идентифицируют себя с Испанией, а только с Чили или, если они происходят из другой европейской страны, с этой страной. Причина в том, что их предки прибыли из Испании в колониальную эпоху, и когда Чили стремилась к независимости, они навсегда оставили позади свою испанскую идентичность, чтобы принять зарождающуюся чилийскую . Особая ситуация возникает на архипелаге Чилоэ, где вместе с чилийской идентичностью сохраняется свидетельствующая привязанность к Испании, связанная с феноменом исторического фиделизма этой провинции.
Подавляющее большинство чилийцев (почти 95%) имеют фамилии испанского происхождения. 70% имеют кастильское происхождение, 15% - баскско-наваррское, 3% - каталонско-валенсийское. Самая распространенная фамилия — Гонсалес.
Вот почему, говоря об иностранных фамилиях, испанские фамилии не включаются, так как они считаются чилийскими фамилиями. По этой причине только меньшинство чилийцев по рождению с испанскими фамилиями признают и отмечают свою испанскую идентичность, обычно от родителей или бабушек и дедушек, родившихся в Испании.

## История
Чили была открыта, завоевана и колонизирована испанцами в XVI веке, окончательно получив независимость от Испанской империи в 1818 году,  и положив конец генерал-капитанству Чили.
В 1910 году, по случаю празднования столетия независимости Чили, местная испанская община подарила Памятник Алонсо де Эрсилья, расположенный на одноименной площади в коммуне Сантьяго.
Не всегда иммиграция была связана с завоеванием, особенно с приездом театральных артистов и музыкантов. В XX веке миграция была иной, после Гражданской войны в Испании Чили приняла изгнанных испанских республиканцев с корабля Виннипег перед Второй мировой войной.  В начале XXI века третья волна испанских иммигрантов прибыла из-за испанского экономического кризиса между 2008 и 2014 годами.

## Миграционные потоки

### Арагонцы
На протяжении многих лет Арагон страдал от эмиграции и сокращения населения своих городов. Арагонцы перезжали как в соседние регионы, такие как Каталония и Валенсия, так и в Южную Америку, в основном в Аргентину и Чили, и в меньшей степени в Венесуэлу и Бразилию.

### Астурийцы
Астурийцы эмигрировали в основном в Америку, составляя большинство в первое десятилетие между 1890-1930 годами и во второе между 1960 и 1970 годами, с сильно дифференцированными профилями между одним и другим.
Эмиграция была сосредоточена в некоторых странах Америки, особенно в Аргентине, Кубе, Чили и Мексике. Фактически, в независимом Чили XIX века первая зарегистрированная ассоциация астурийского происхождения относится к 1899 году, когда была основана Sociedad Benéfica Progreso de Libardón, которая объединила детей этого города по причинам взаимопомощи. Были также выдающиеся астурийцы, участвовавшие в важных вехах в истории Чили, такие как Эдуардо Льянос Альварес де лас Астуриас, совершивший очень важный жест для этой страны, а именно, запросивший у врага тела чилийских морских пехотинцев, павших в морском сражении при Икике, произошедшем в 1879 году против перуанской эскадры, и имевший такое положительное влияние, что послужил поводом для возобновления дипломатических отношений между Чили и Испанией, которое в конце концов произошло, и который был признан как чилийским, так и испанским правительствами и награждён.

### Андалусийцы
Было много андалусийцев, которые эмигрировали в Чили в колониальную эпоху. Некоторые из них были морисками, спасающимися от угнетения в метрополии. Культура уаса происходит от андалузской культуры, поскольку сходство наблюдается в народных костюмах Чили и Андалусии, как у мужчин, так и у женщин. Куэка и тонада также демонстрируют арабско-андалузское влияние. Еще одним важным андалузским наследием в Чили является язык, акцент и восео которого происходят от андалусийского диалекта испанского языка.

### Кастильцы
Кастильцы эмигрировали в Чили в колониальные времена, чтобы управлять тогдашним генерал-капитанством, для испанской короны, поскольку именно они основали Испанскую империю. Они составляют основу земельной аристократии, которую позже назовут кастильско-баскской аристократией. Основу чилийской элиты, хотя она и смешивалась с последовательными европейскими иммиграциями, по-прежнему составляют кастильцы и баски.

### Кантабрийцы
Кантабрийцы, также называемые монтаньесами, прибыли в большом количестве вместе с конкистадорами на архипелаг Чилоэ и в другие районы южного Чили.

### Канарцы
Канарцы — довольно небольшое сообщество в Чили. Таким образом, в отличие от других американских стран, количество канарцев, поселившихся в южноамериканской стране на протяжении всей истории, было очень низким и в основном представлено небольшой группой семей, эмигрировавших на юг Чили в 1903 году, повинуясь призыву испанского правительства, которое приняло просьбы чилийского правительства о заселении юга страны. Всего было 55 канарских семей, которые вместе с другими семьями с полуострова составили 88 семей, поселившихся у озера Буди и подписавших контракты с частной компанией в регионе. Плохие рабочие и экономические условия, в которых оказались поселенцы, заставили многих из них попытаться бежать с этого места, но они были арестованы, а местные коренные жители, мапуче, сочувствовавшие их положению, вступили с ними в союз. Американские индейцы приняли их и участвовали в «восстании канарцев», и многие вступили в брак с населением мапуче. Хотя рождаемость этой небольшой испанской общины из 400 человек дала сегодня около 1000 потомков. Среди канарских иммигрантов можно выделить францисканца Андреса Гарсию Акосту. 

### Каталонцы
Каталонцев в Чили не так много, как в других общинах. Многие из них эмигрировали во время гражданской войны в Испании, спасаясь от диктатуры Франко. Среди известных чилийцев каталонского происхождения Артуро Прат и Мануэль Монтт. Автор национального гимна Рамон Карнисер также был каталонцем.
В октябре 1906 года в результате растущей каталонской иммиграции в Чили был основан Centre Català de Santiago de Xile, некоммерческое общество, которое стремится стать местом встречи каталонцев, потомков каталонцев и сторонников Каталонии. По сей день эта компания остается активной, которая также известна благодаря престижному ресторану Centre Català.
В 1939 году, ближе к концу Гражданской войны в Испании, Неруда, очень неравнодушный к положению сотен тысяч испанцев, в основном каталонских военных Коммунистической партии Испании, смог убедить правительство Чили предложить некоторым испанским беженцам, находившимся во Франции и в Северной Африке, поселится в стране.
Нанятое старое грузовое судно «Виннипег», которое во французском порту Тромпелуп-Пойяк, в устье Жиронды, недалеко от Бордо, приняло около 3000 испанцев, высадившихся в Чили.
Они прибыли в чилийский порт Вальпараисо 3 сентября 1939 года. Список пассажиров доступен для людей, которые хотят найти своих существующих родственников в Испании и Чили. Следует отметить, что Неруда, посоветовавшись с внуками испанских беженцев, сумел организовать встречу испанским семьям с чилийскими семьями, происходящими от этих беженцев и которые по разным причинам до сих пор не знали друг друга, что вызвало эмоциональные семейные встречи.

### Эстремадурцы
Эстремадурцы стали прибывать в Чили уже после завоевания, поскольку конкистадоры, в том числе Педро де Вальдивия и Инес Суарес, были эстремадурского происхождения. Вместе с басками они считаются самыми многочисленными в Чили. В XVI веке Сантьяго назывался Сантьяго-де-Нуэва-Эстремадура.
Исследования показывают, что Чили была третьей по предпочтению страной для жителей Испании, уехавших в Америку, а для переселенцев из Эстремадуры Нуэва-Эстремадура была одним из самых  предпочтительных из всех мест назначения, и что количественно они были третьими среди групп завоевателей, прибывших на эту землю землю. В то время Альваро де Навиа, член королевской аудиенсии Консепсьона, комментировал в письме королю: «Это королевство, как я уже сказал, завоевал Вальдивия, который был уроженцем Эстремадуры и, таким образом, привел с собой всех людей со своей земли… в таких глухих краях родина кажется очень большой.»

### Галисийцы
Галисийцев в Чили не так много, как в соседней Аргентине. Но они влились в массовую эмиграцию жителей Майорки в 1889-1910 годах. Чилоэ называли Новой Галисией.

### Баски

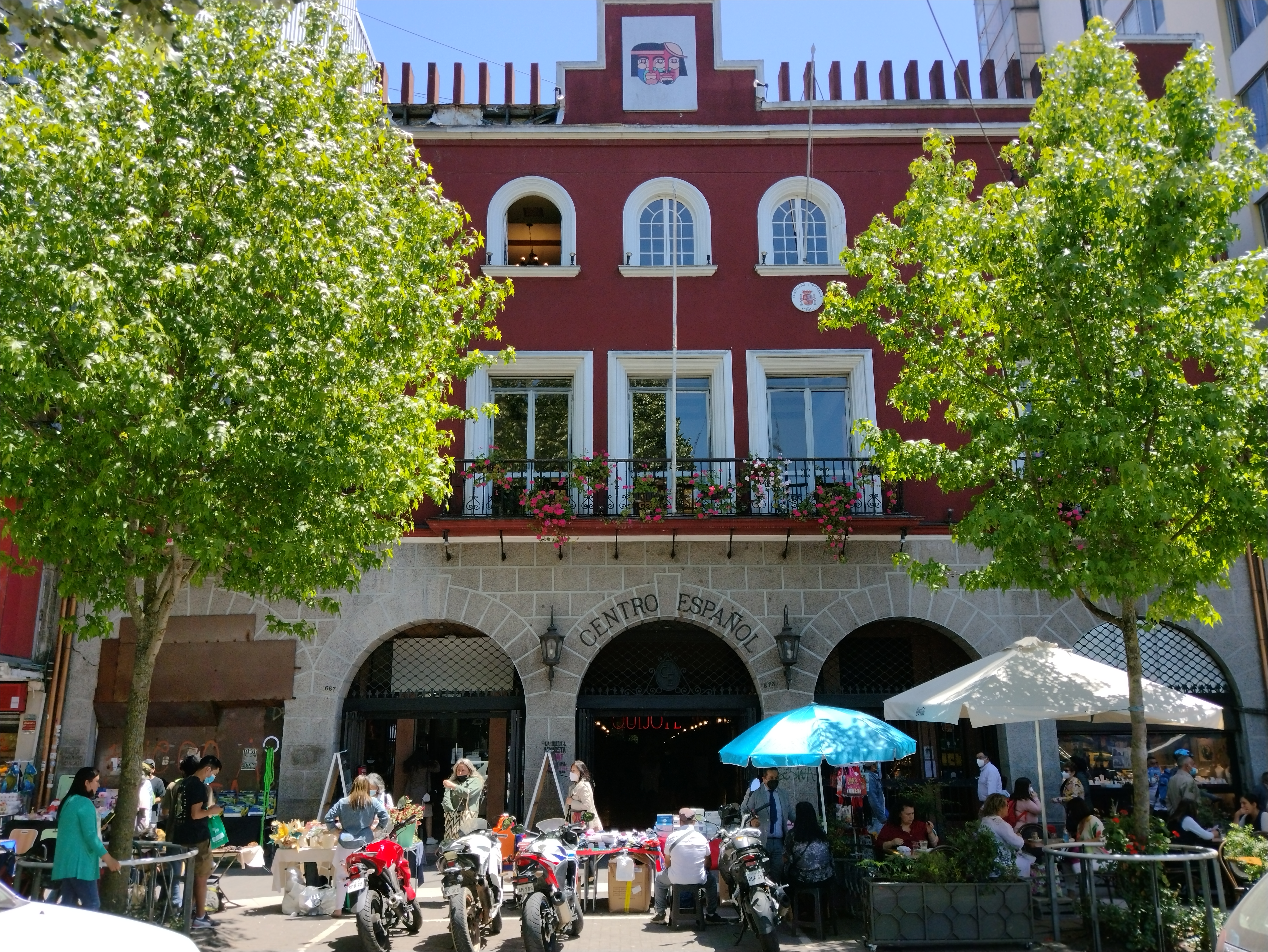
Испанский центр Консепсьона

Баски сыграли очень важную роль в формировании чилийской нации. Они начали прибывать в основном в XVIII веке в качестве купцов и стали очень зажиточными. Многие из них женились на дочерях и потомках кастильцев, таким образом сформировав кастильско-баскскую аристократию, которая является основой сегодняшней чилийской элиты. Многие прославленные чилийские семьи, которые были влиятельными на протяжении всей национальной истории, такие как Эррасурис, Эйсагирре, Ларраин, Уидобро и т.д. баскского происхождения.
В XVIII веке Чили пережила период глубокого роста и долгого мира. В это время происходила сильная иммиграция из баскских провинций, Наварры и юга Франции, в результате чего к концу века совместное участие басков и наваррцев оценивалось в 27% чилийского населения (18,1% из Басконии и 8,9% из Наварры). Таким образом, им удалось стать крупнейшей региональной группой населения и превзойти общины, родившиеся в Новой Кастилии, Старой Кастилии и в Андалусии, которые составляли большинство чилийского населения в колониальный период. Эти семьи иммигрантов изначально занимались в основном торговлей, а в последующие годы установили многочисленные связи с семьями кастильского происхождения, владевшими землей и титулами, что привело к возникновению новой социальной группы, известной в чилийской истории как «кастильско-баскская аристократия».
Эмиграцию испанских басков не следует путать с эмиграцией французских басков (Iparralde), которая произошла позже по времени (конец XIX века и начало XX века). Возникают такие фамилии, как Эчеверри, Эчегарай, Айкагер, Борда, Легаррага и т.д.
С конца XIX века до 1960 года прибыла вторая волна баскской эмиграции, связанная с коммерческой деятельностью, они развивали обувную промышленность и малый бизнес в основном в Сантьяго и Вальпараисо.
Чтобы описать баскско-чилийские отношения, цитируется Мигель де Унамуно, который сказал, чтобы подтвердить это:
«Есть как минимум две вещи, которые явно можно отнести к изобретательности басков: Общество Иисуса и Республика Чили».
Подсчитано, что от 1 600 000 (10%) до 3 200 000 (20%) чилийцев носят фамилии баскского или наваррского происхождения.

## Смотрите также
- Испанско-чилийские отношения
- Королевство Чили
- Иммиграция в Чили
- Испанцы в Экваториальной Гвинее